# 香港人權與民主法
《香港人權與民主法》（英語：Hong Kong Human Rights and Democracy Act），是一項美國聯邦法律，該法案要求美國政府制裁“負責侵犯香港人權的中國及香港官員”，並要求美國國務院和其他美國政府機構每年進行一次審查，以確定香港政治地位的變化是否有理由改變美國和香港之間獨特的貿易關係。
此法律由美國國會及行政當局中國委員會主席众议员克里斯·史密斯和聯席主席参议员馬可·魯比奧分別提出。美方指出立法目的是為重新履行對香港自由民主的歷史承諾，以及建立懲罰機制針對在香港或中國內地壓制基本自由的政府官員；該法案自2014年11月提出至2019年9月提交國會表決期間經歷五次修訂，由於該法案與1997年生效的《美國－香港政策法》均為美國國會草擬的對外政策，因此該法案屬美國國內法及美國內政。美国国会参众两院的外交委员会于2019年9月25日分别通过各自版本的《香港人权与民主法案》，並連同限制向香港警察出口防暴裝備的《保護香港法案》一起提交國會表決。眾議院在美國東岸時間10月15日下午（香港時間16日凌晨5時）以口頭表決方式一致通過該眾議院版本法案。同年11月19日，參議院審議參議院版本的《香港人權與民主法案》（S.1838），以及參議院版本的《保護香港法案》，亦即《禁止商業出口涵蓋軍用品給香港警方法案》（S.2710），在民主、共和兩黨參議員先後發言後，兩法案在無須表決下在參議院取得「一致同意」通過。11月20日，眾議院以417票贊成、1票反對壓倒性通過參議院版本的《香港人權與民主法案》，而《保護香港法案》亦以417票贊成、0票反對壓倒性通過。總統當勞·特朗普在11月27日簽署法案，法案正式成為美國法律。

## 基本背景
香港在2014年9月發生爭取實施真普選的雨傘運動期間，美國國會及行政當局中國委員會首度提出《香港人權與民主法案》第一版，要求國務卿恢復每年就香港情勢向國會提交《美國－香港政策法》報告， 以及要求總統向國會保證香港享有足夠自治來支持給予特殊待遇，惟因接近當屆國會會期屆滿未能審議。
香港自決派社會運動人士黃之鋒在2016年11月到訪美國國會，並會見國會及行政當局中國委員會主席克里斯·史密斯、聯席主席馬可·魯比奧、參議員湯姆·卡頓等國會人員會面要求重提法案。會議後魯比奧和科頓提出《香港人權與民主法案》。惟同樣因接近會期完結而無疾而終。
2019年，香港爆發了反送中事件，出現了元朗襲擊事件、太子站襲擊事件等一系列襲擊事件，終推動了《香港人權與民主法》的立法過程。

## 審議過程

### 提案背景
- 2019年6月12日：香港有群眾包圍立法會，強烈要求撤回逃犯條例修訂草案，警方被指使用過份武力驅散示威者。國際特赦組織表示掌握警方濫用武力證據，並發表了公開報告[11]。
- 2019年6月15日：有示威者衝擊立法會，政府及警方被指因為顧忌正在進行中的G20峰會，沒有採取武力行動。翌日，馬可·魯比奧再度重申《香港人權與民主法案》[12]。
- 2019年7月8日：有網民發起白宮聯署，要求美國國會通過《香港人權與民主法案》，聯署於六日內超越十萬人[13]。
- 2019年7月23日：美國參議院多數黨領袖米奇·麥康奈爾就香港局勢發言，表示「世界正在看著」[14]。
- 2019年7月30日：來自賓夕法尼亞州的美國參議員帕特·圖米表示支持通過《香港人權與民主法案》[15]。
- 2019年8月6日：美國眾議院議長南希·佩洛西發表聲明，表示國會內民主黨和共和黨會繼續站在爭取自由民主的港人身邊，承諾日後國會復會後，跨黨派議員將開始推進《香港人權與民主法案》的立法工作，以保障香港的法治和民主自由[16]。
- 2019年8月12日，美國共和黨參議員泰德·克魯茲就香港連串示威發表聲明，表示國會會以《香港人權與民主法案》制裁損害香港自治的官員[17]。
- 2019年8月13日：美國眾議院議長南希·佩洛西發表聲明，譴責針對香港人民的暴力持續升級，並將推動通過國會兩院和兩黨的《香港人權與民主法案》，重申美國面對北京的鎮壓致力於民主、人權和法治[18]。
- 2019年8月16日：馬可·魯比奧對於中國持續威脅香港發表聲明，承諾遊說國會盡快通過《香港人權與民主法案》[19]。

### 排入議程及舉行聽證會
- 2019年9月1日：美國共和黨海外事務組織副主席俞懷松則在推特發文說，聯邦參議院共和黨領袖麥康奈爾已計劃在參院本月復會後，將「香港人權與民主法案」排入議程。[20]國會復會時，安排表決《香港人權與民主法案》，而法案已經獲得共和民主兩黨支持[21]。
- 2019年9月8日：二十五萬人參與在中環遮打花園舉行「香港人權與民主法案集會」，其後則自發流水式到美國駐港總領事館請願通過該法案[22]。
- 2019年9月16日：美國國會議員馬可·魯比奧接受美國著名雜誌《大西洋》訪問，表示已經親身與總統當勞·特朗普達成共識，並認為《香港人權與民主法案》沒有受到任何阻撓，預期法案將會在白宮與國會輕鬆通過[23]。
- 2019年9月17日：美東時間週二（9月17日）上午10點，黃之鋒、何韻詩、張崑陽、Dan Garret和Sharon Hom對於香港現況在美國國會華盛頓舉行聽證會作證[24]。
- 2019年9月18日：美國國會眾議長南希·佩洛西聯合兩黨議員召開聯合記者會，宣佈國會將於下週審議《香港人權與民主法案》[25]。
- 2019年9月25日：美國國會參眾兩院的外交委員會分别通過《香港人權與民主法案》[3]，期間眾議員克里斯·史密斯 (1953年)提出修訂要求美國定期點名、制裁侵害香港人權的人[26]。
- 2019年9月26日：早上10:45，美國參議院外交關係委員會舉行有關「香港緊急局勢：確保自由，自治和人權」的聽證會[27]。同日，曾於美國國會及行政當局中國委員會聽證會上作證的美國學者Dan Garrett到訪香港時被拒入境[28]。

- 2019年10月14日：十三萬人參與在中環遮打花園舉行「香港人權民主法案集氣大會」，促請美國國會盡快通過《香港人權與民主法案》[29]。

### 參眾兩院表決

#### 眾議院版本
2019年10月15日（香港時間10月16日），美國眾議院以口頭表決形式一致通過眾議院版本（H.R.3289）的《香港人權與民主法案》，並通過《保護香港法案》禁止向香港出口催淚氣體和橡膠子彈等人群管制裝備，避免被香港警方利用作殘酷鎮壓抗爭者。同時又以口頭表決形式一致通過決議「承認香港與美國之雙邊關係、譴責中華人民共和國干預香港事務和支持香港人示威權利」。

#### 參議院版本
雖然法案於10月15日在眾議院獲一致同意通過並轉交參議院審議，參議院卻被指罕有地對眾議院一致同意的法案遲遲未定出表決日期，至11月初更傳出法案要延至2020年春天才能通過，但在11月11日發生西灣河開槍事件後，香港的局勢及人權狀況均出現急劇惡化，其後香港警方圍攻大學校園先後觸發香港中文大學衝突及香港理工大學衝突，參議院因此加快審議相關法案，參議院版本（S.1838）的法案獲正式提上議程，並於11月14日啟動「熱線」機制，按機制當有關法案通報予各參議員後，只要在指定時間內沒有任何參議員提出反對，便可跳過辯論及投票表決的程序，有關法案將被視為獲參議院全體議員一致同意通過。隨後在11月19日的參議院會議上，參議院版本的法案獲一致同意通過。

#### 眾議院採納參議院版本
因為眾議院和參議院先後通過了不同版本的《香港人權與民主法案》，因此在提交總統簽署前，參眾兩院須要通過「和解程序」協商一個合併版本再進行表決。由於眾議院和參議院正分別由民主黨及共和黨掌控，在通常情況下，兩黨分別控制的兩院在協調法案時，常存在政治角力並導致時程延遲，但在本法案卻罕見地出現迅速及有效的跨黨派合作，眾議院決定採納參議院的法案版本以節省合併法案版本的協商時間，令法案的表決時程加快，以便趕及在國會長達一周的感恩節假期前完成兩院的立法程序。眾議院隨即於翌日（11月20日）就參議院的法案版本進行記名表決，並取得417票贊成、1票反對及13票棄權的大比數通過。
11月21日，眾議院議長佩洛西在跨黨派議員的見證下簽署《香港人權與民主法案》，法案文本隨即由國會大樓送往白宮並遞交給總統特朗普，等待總統簽署生效。

### 總統簽署法案
11月27日，白宮發表聲明宣布總統特朗普已簽署《香港人權與民主法案》及《保護香港法案》，這兩個法案正式成為美國法律。

## 法案內容
| 美国国会所認可通過之香港相關重要文件 基於《美国宪法》之權力分立政府權限 |        |                      |            |
| 制訂                                                                    | 1992年 | 《美國-香港政策法》  | 參議院提出 |
| 制訂                                                                    | 2019年 | 《香港人權與民主法》 | 參議院提出 |
| 制訂                                                                    | 2019年 | 《保護香港法》       | 參議院提出 |
| 制訂                                                                    | 2020年 | 《香港自治法》       | 眾議院提出 |

- 要求美國國務卿每年向國會提交報告，審視香港是否仍然有足夠的自治權享受美國給予的特殊待遇，包括繼續被視為獨立關稅區（已改列入《2019年美國國防授權法案》並已通過）；[44]
- 如果香港日後就基本法第23條「國家安全相關」的法例立法，美國總統及國務卿會審視相關法例，是否牴觸《中英聯合聲明》和香港市民及外國居民的人權會否受到限制；
- 如果有香港市民因為參加暴力示威而被政府拘捕，美方不會以此為由拒絶批出學生或工作簽證，美國方面會指令領事館，維持一份活躍名單，紀錄一些被中港政府扣留、拘捕和針對的人，而美國官員會與想法相似的國家合作，呼籲他們採取類似的行動，對待被捕人士；
- 方案提及香港的政改進程，希望確保香港選民可以有權利透過普選選出行政長官和所有立法會議員。草案內容明確指出，會支持香港建立一個「真正民主選項」，即是香港選民可以「自由和公平地提名及投票」，並在2020年能夠公開直接選出全體立法會議員及行政長官；
- 美國商務部會在180日向國會委員會提交報告，評估香港是否足夠地執行美國針對敏感軍商兩用出口管制法例，以及美國或聯合國對朝鮮或伊朗所實施的制裁。在可能的情況下，美國相關部門會檢視有沒有相關產品，經香港轉口，以及用作大規模監控及「社會信用」系統。草案特別提到，中國可能利用香港作為獨立關口，可能會以大灣區之名，利用香港成為中國輸入敏感技術的管道；
- 要求美國總統向國會相關委員會提交一份制裁人員名單，這些人被指打壓香港基本自由，有可能被凍結在美國的資產或拒絶入境。這份名單列明的是針對那些有份參與，把個別人士引渡到中國大陸被監控、擄走、扣留、虐待或被迫認罪的人。草案提出的例子包括銅鑼灣書店的桂民海、李波、林榮基、呂波、張志平以及以香港為基地的《新維周刊》和《臉譜》創辦人王健民和咼中校。[45][46]

## 執行法案
- 國會及行政當局中國委員會在2020年1月8日發表報告，認為中國削弱香港的自治權。報告亦提及多名民主派人士被禁止參選，建議執行法案，制裁涉事的官員。[47][48]香港政府反駁指一直按照《基本法》執行高度自治，並沒有政治篩選及政治檢控的情況，更反對香港人權與民主法案成為法律[49]。
- 2020年3月，美国发布年度报告前夕，4名香港建制派议员陈智思、廖长江、叶刘淑仪和张国钧以及3名泛民主派议员莫乃光、谭文豪与梁继昌组成代表团受邀访美。[50]
- 2020年5月，在發表報告前夕，美國國務卿蓬佩奧表示，考慮到中國全國人大會議將於本月22日在北京召開，關注北京在會議前後會否進一步削弱香港的高度自治，因此決定推遲發表報告。[51]
- 2020年5月27日，在中国表决通过香港版国家安全法前夕，美国国务卿彭佩奥向国会作证，指经过审慎研究现况发展，香港不再符合美国法律自1997年7月以来给予的特殊待遇。[52]

## 美國國內意見

### 總統特朗普
美國國會通過《香港人權與民主法》後，總統特朗普在11月22日上午接受《霍士新聞》訪問時，未有表態會簽署或否決《香港人權與民主法案》，反而模稜兩可地稱“我們既與香港同行，也與習近平同行”，他表示曾經要求習近平不要派解放軍到香港。特朗普又稱“香港可能有成千上萬人被殺”，“如果不是我，香港可能在14分鐘内已經被摧毀”。特朗普續稱“習近平有一百萬軍人在香港邊界外駐守，沒有介入香港只因我向習近平告誡”，他稱曾經在勸諭習近平不要派兵介入香港時表示“你將會犯下大錯，這樣做會對貿易協議有極其負面影響”。《華盛頓郵報》認為，特朗普這番言論暗示他有可能會否決《香港人權與民主法案》。22日下午，總統特朗普與醫學界人士在白宮會面討論有關電子煙的問題時，再次被記者問到會否簽署《法案》，特朗普親自確認已收到法案文本，並表示“我们将好好看看它”。11月27日，特朗普正式簽署《香港人權與民主法案》，並在一份聲明中表示，簽署法案是出於對習近平與香港人的尊重，希望北京與香港的領袖及代表能夠友好地化解分歧，為所有人帶來長期的和平及繁榮。

### 國務卿蓬佩奥
美國國務卿蓬佩奥於11月26日的國務院記者會上祝賀香港人民在11月24日成功舉行區議會選舉，並表示美國將繼續支持香港人民在保障民主價值及基本自由的願望，但沒有正面談及總統特朗普會否簽署《法案》，蓬佩奥又補充如果總統簽署法案成為法律，將會由他逐年評定香港的自治狀況，他希望可在公平和中立的方式進行判斷，又強調這是公開的認證，並會提交國會。

### 眾議院
- 民主党籍眾議院議長南希·佩洛西：國會內民主黨和共和黨會繼續站在爭取自由民主的港人身邊[58]，期待美國國會迅速推進《法案》立法工作[59][60][61]，承諾復會後將開展跨院跨黨派法案的立法工作，以重新確認美國對民主、人權和法治的承諾[62]。又補充指當香港面臨北京打壓時，美國會捍衞香港民主、人權、法治[62]，也會着眼禁止向香港警察出售彈藥和控制人群的設備[63]。
- 民主党籍国会及行政当局中国委员会主席及眾議員吉姆·麥克高文：於2019年6月在Twitter表示，將重新提出《法案》[64]。在11月11日發生西灣河開槍事件後，麥克高文指香港警方向沒有武器的示威者開槍，顯示香港警察針對未持有武器民眾施加的暴力升級，批評香港警察「已經失控」，要求參議院盡快表決兩黨都同意的《法案》[65]。
- 民主党籍眾議院多數黨領袖斯坦利·霍耶：在2019年11月稱香港警方在校園對峙中對示威者所採取的激進作為，讓他深感憂慮，而香港市民正遭受升級的暴力，對香港的民主是沉重打擊。霍耶稱「我正密切關注相關發展，並與支持民主的示威者站在一起」[66]。
- 共和黨籍眾議員克里斯·史密斯：是《香港人權與民主法案》眾議院版本的主要起草人，他指中國違背承諾已經是「常規」，這個情況亦在香港上演，通過《法案》能夠讓美方作出有意義的作為[67]。
- 共和黨籍眾議員托馬斯·馬西：在2019年11月20日眾議院417票對1票的表決中，他是唯一投反對票的眾議員，不過馬西向美國有線新聞網絡國會記者伯德（Haley Byrd）發出的Twitter稱「我90%同意法案，但不曾投票支持制裁一個主權國家。」[68]

### 參議院
- 共和黨籍參議院多數黨領袖米奇·麥康奈爾：在2019年11月18日表態推動《法案》，並促請總統特朗普為香港示威者發聲，認為全世界都應該從特朗普的口中，直接聽到美國與這些勇敢的男女站在一起。他又稱特朗普政府不須等到《法案》通過，都可以用現有的工具，制裁嚴重侵犯人權的人[69]。
- 民主党籍參議院少數黨領袖查克·舒默：參議院應盡快討論法案，要求參院共和黨領袖麥康奈爾在國會9月復會後盡快提出相關議案，指一個獲跨黨派支持的議案將向中華人民共和國領導人習近平發出明確信息[70]。
- 共和黨籍參議院外交關係委員會主席吉姆·里施：在11月19日的參議院會議上批評北京稱《中英聯合聲明》是歷史文件，已是不重視法治[71]。
- 民主党籍參議院外交關係委員會參議員勞勃·梅南德茲：在2019年11月稱香港市民上街抗議民主及權利遭到侵蝕，至今已近半年，越來越多學生與示威者遭受暴力對待，有些甚至是香港數十年來見過最嚴重事件。他又稱港府應確保香港警方拿出專業作為並保持克制，並必須面對處理香港人民的正當渴望。梅南德茲呼籲參議院立即通過他共同提案的參議院版《香港人權與民主法案》[66]。
- 共和黨籍參議員泰德·克魯茲：在2019年11月批評香港警方以暴力回應和平示威運動「令人可恥」。克魯茲稱會繼續支持那些挺身反對專權、為自由而戰的人們[66]。
- 共和黨籍參議員里克·斯科特：曾在訪港時與香港行政長官林鄭月娥會面，其後於10月3日收到林鄭月娥就美國國會即將審議《香港人權與民主法案》的來信，林鄭在信中列出香港的自由、民主價值，又稱憂慮通過《法案》破壞外界對香港作為國際金融中心的信心，更會削弱香港與美國的經貿關係。斯科特批評信件內容空泛，沒有提出在促進香港人權價值上有何作為，顯示林鄭月娥不重視人權，包括拒絕市民和平集會的權利，並形容林鄭月娥只是習近平在全球稱霸遊戲中的一顆棋子[72]，斯科特於11月19日在參議院強調「若我們保持沈默，現在是香港，明天就會是台灣」[73]。
- 共和黨籍參議員約什·霍利：在2019年10月訪港時指香港已成為「警察國家」，又於11月11日在Twitter推文指香港「如果這不是警察國家，什麼才是？」[74]霍利在11月18日稱會努力推動《法案》，期望能盡快在參議院通過，並表示感謝香港抗爭者的英勇和勇氣，指「你現在做的事正在改變世界」。而通過法案後不是守護香港的最後步驟，要與北京進行長期鬥爭[75][76]。
- 共和黨籍參議員馬可·魯比奧：是《香港人權與民主法案》參議院版本的主要起草人及推動者，他在9月初敦促中共堅持對香港自治的承諾[77]，停止暴力威脅，避免局勢惡化，再次呼籲國會通過《法案》[61]。魯比奧在11月19日的參議院會議上稱《中英聯合聲明》保障香港享有高度自治，但香港的自治及自由在過去幾年不斷遭受蠶食。他並舉例稱部份反修例示威者受到黑社會人士襲擊；香港高等法院裁定《禁蒙面法》違憲後，卻被北京質疑無權裁決；特區政府並威脅取消即將舉行的區議會選舉，均顯示北京正將香港由「一國兩制」推向「一國一制」[71]。

## 国际反应

### 中国大陆
- 《香港人權與民主法案》推动阶段，中国政府即对美国擅自干涉他国内政的这一行为表达不满。外交部发言人耿爽回应对重推法案表示强烈不满和坚决反对，耿爽强烈谴责美国他国内政，并表示如法案最終通過成為法律，將會影響中美關係，亦會影響中方和美國自身的利益，中國會採取有力措施去反制美國的決定。[78][79]全国人民代表大会外事委员会發言人尤文澤指出，威脅在美國國會推動通過《香港人權與民主法案》，是嚴重違反法治精神，「是赤裸裸的雙重標準，是對中國內政的粗暴干涉」。[80]
- 9月美国参众两院外交委员会分别通过法案后，国务院港澳事务办公室于9月26日发表声明，指出美方通过该法案“粗暴干涉中国内政、严重践踏国际法和国际关系基本准则”。[81]同日，香港中联办也发表声明，就通过该法案表示强烈谴责和坚决反对。[82]
- 11月19和20日，美国参众两院先后正式表决通过法案后，中國外交部發言人耿爽于11月20日再次發表談話，認為该法案罔顾事实、混淆是非、违反公理，玩弄双重标准，公然插手香港事务，干涉中国内政，严重违反国际法和国际关系基本准则，中方对此表示强烈谴责和坚决反对。[83]同日，全国人大外事委员会、全国政协外事委员会、国务院港澳办、香港中联办、外交部驻港公署负责人相继发表声明，亦就此议案通过表示反对。[84]外交部副部长马朝旭召见美国驻华大使馆临时代办柯有为，就此议案提出严正交涉和强烈抗议。[85]11月21日，中国外交部长王毅在北京人民大會堂會見美國前國防部長科恩时，就美国通过《香港人權與民主法案》一事回应称“有關行為嚴重違反國際關係基本準則，嚴重影響中美關係的氣氛，以及衝擊多年建立的互信”。[86]11月25日，中国外交部副部长鄭澤光召見美國駐華大使泰里·布蘭斯塔德，就美国通过《香港人權與民主法案》提出嚴正交涉和強烈抗議，敦促美方糾正錯誤，停止插手香港事務，干涉中國內政。[87]11月26日，中共中央政治局委员、中央外事工作委员会办公室主任杨洁篪表示此举“严重违反国际法和国际关系基本准则”，中方对此予以坚决反对和强烈谴责，已就此向美方表明严正立场。[88]
- 11月27日，美国总统特朗普签署香港人權與民主法案後不久，中國外交部、國務院港澳辦、香港中聯辦、外交部驻港公署均发表声明，就此做法表示強烈反對。[89]11月28日，中國外交部副部長樂玉成召見美國駐華大使泰里·布兰斯塔德，就美國总统特朗普簽署《香港人權與民主法案》成法提出嚴正交涉和強烈抗議，敦促美方糾正錯誤、改弦更張，不得將該法案付諸實施，立即停止插手香港事務、干涉中國內政，以免給中美關係和兩國重要領域合作造成更大損害。[90]另有媒体报道称，中国政府考虑将参与制定《香港人權與民主法案》的美国议员列入不准入境黑名单，包括中国内地、香港和澳门。对此，外交部发言人耿爽于11月29日的例行记者会上表示，签证问题是一国的主权，中国政府当然有权决定允许谁入境，不允许谁入境，那些不受欢迎的人自然不会被允许入境。[91]
- 12月2日，外交部发言人华春莹在例行记者会上表示，鉴于美方不顾中方坚决反对，将《香港人权与民主法案》签署成法，中国政府决定自即日起暂停审批美军舰机赴港休整的申请，同时对美国国家民主基金会、美国国际事务民主协会、美国国际共和研究所、人权观察、自由之家等在反修例风波中“表现恶劣”的非政府组织实施制裁。[92]
- 12月7日，杨洁篪同美国国务卿蓬佩奥通电话。杨洁篪表示，美方允许《香港人权与民主法案》成法，是对中国内政的粗暴干涉，严重违反国际法和国际关系基本准则，严重违背中美两国人民和国际社会的意愿。中方对此表示坚决反对和强烈谴责。[93]

### 香港
- 超過十萬名市民參與在中環愛丁堡廣場舉行的「感恩•前行～香港人權與民主法案～感恩節集會」，感謝美國國會及美國總統特朗普通過及簽署《香港人權與民主法案》。大專學界國際事務代表團發言人張崑陽表示，舉辦集會目的是慶祝歷史性的法案通過，重新凝聚市民。大專學界已向美國國務院了解裁決標準，並制作名單，包括警隊、政府官員及建制派立法會議員。他又認為法案通過有示範作用，激起其他自由世界國家關注，甚至仿效美國訂立相似法例，正聯絡英國、加拿大及澳洲的代表，對方都表示有興趣以立法措施聲援香港。[94]

#### 政府及建制派
- 特區政府：香港政府發稿回應，批評外國議會沒確鑿證據證明內地機構曾跨境執法，就提出草案，「旨在干預」香港事務，港府不能接受，並表示極度遺憾[95]。
  - 香港警務處：處長鄧炳強在2019年11月28日舉行傳媒茶敘時表示，《香港人權與民主法》對他個人完全沒影響，認為美國與香港若因此切斷警務交流，受損的是美國。[96]
  - 在中国外交部宣布对《香港人權與民主法案》采取反制措施后，林郑月娥在出席行政会议前会见记者时表示，特区政府对该法案表示强烈反对，认为该法案完全无必要、无理据，亦会按中央政府要求配合及跟进反制美国措施[97]。
- 建制派發表聯署聲明，指美國國會參眾兩院的外交關係委員會通過受理《法案》並無必要，只是為響應「禍港代理人的號召」， 作為粗暴干預香港內部事務及為其代理人在香港爭取政治籌碼的手段。[98]
- 36名港區全國人大代表發表聯署聲明，批評美國「打着 『人權』和『民主』的幌子，以香港作藉口，粗暴干涉中國內政、打擊中國和平發展的錯誤做法。」[99]
  -  新民黨葉劉淑儀：美國國會立法程序與香港不同，程序較複雜，不擔心《法案》在短期內通過[100]。
  -  自由黨鍾國斌：《法案》是無必要，指出《法案》會否獲通過要視乎香港未來一個多月的變化和能否解決當前風波[100]。
  -  民建聯曾鈺成：《法案》未必可以威脅中央，更有可能招來反效果[101]。
  -  民建聯李慧琼：《法案》過份緊張、沒有必要，若法案通過後，相信中國大陸和香港政府會有反制措施。[102]
- 星島新聞集團、香港煙草有限公司董事會主席何柱國：指香港幾名「港獨分子」，游說美國國會通過《法案》，「是極其荒謬和是非顛倒的事情」，指駐港領事若支持暴力活勤，「就如同支持港獨」，不應在香港傷口上撒鹽，或試圖火上加油。[103]
- 全國政協副主席、前行政长官梁振英：若美國國會議員充分了解香港的情況，他們不會投票通過《人權法案》，指他們沒有香港利益的意識[104]。他又接受中国国际电视台（CGTN）的专访时称，这是在传递错误信息，会助长暴力抗议者和暴徒的气焰。他还建议参与投票的国会议员仔细阅读《香港基本法》[105]。
- 港區全國人大代表、港區全國政協委員、港區省級政協委員聯誼會、港區中華海外聯誼會：批评该法案對香港繁榮穩定造成嚴重破壞[106]。

#### 民主派
- 公民黨陳家洛：有關立法程序冗長和涉繁瑣修訂，要獲參、眾兩院通過，再交美國總統簽署確認。即使通過《法案》，亦未必落實制裁中共高層，港人不必太高期望[107]。
- 香港眾志黃之鋒：黃認為今次美國民主、共和兩黨聯手提案，證明支持香港民主運動是跨黨派共識，希望盡快完成審議[108]。中秋節當天在美国哥伦比亚大学举行座谈会上呼吁各界关注香港人的抗争，推动《香港人权与民主法案》。[109]
- PC 公專聯莫乃光：要求香港在2020年前普選立法會，程序上難做到，但美方仍把條文寫入草案，反映關注香港民主發展情況[46]。
- 教 教協葉建源：美國對港關注現時一定是有史以來最高，相信美方不少議員亦希望有所行動，相信《法案》通過機會較大[110]。
- 民主黨涂謹申：美國國會很大機會將有至少三分之二議員，贊成通過《法案》[111]。

#### 主流媒體
- 《香港01》發表評論稱不少人對《香港人權與民主法案》寄予厚望，除了因對法案內容認識不足外，也因對其抱有不切實際的幻想[8]。
- 《文匯報》社評稱《香港人權與民主法案》是美國霸權主義的體現，而2019年中美貿易戰為美方增加一張強而有力的談判牌，誓要將香港捲入大國博奕的棋臺上。還忠告香港人不要再給一些政客煽動去反香港特別行政區政府，作出這些行為只是用石子砸自己的腳，最後受傷只是自己，最後，還警告一些反中亂港的港獨份子，不斷透過美化及優化暴力，將暴力行為英雄化，時辰一到，也會車毁人亡，死無全屍，並將禍及家人。[112]

- 《蘋果日報》發表評論《香港人權與民主法案》表示眾議院和參議院通過法案，代表了2019年全香港人對完全自治的整年抗爭、示威、集會沒有白費，贏得對立西方世界的掌聲，法案通過代表港人追求真正民主、自由、公義是全世界人民一起追求的核心價值，只有獨裁社會、威權社會的地區或國家才害怕這條法案的出現。[來源請求]

### 臺灣
- 中華民國外交部於2019年11月28日例行記者會上，發言人歐江安表示：中華民國政府高度關心香港情勢發展，支持香港人民追求民主自由，呼籲北京及香港當局回應民意的期待，讓香港社會早日回歸穩定及正常運作。[113]

### 伊朗
- 伊朗外交部發言人穆薩維（Seyed Abbas Mousavi）譴責美國政府對中國內政進行無恥的干預，他又稱干預他國內政，已成為美國外交政策除退出國際條約之外的第二大支柱。伊朗外交部強烈譴責美國國會通過《香港人權與民主法案》，並警告這種做法違反國際准則，可能嚴重威脅國際穩定[114]。

## 其它國家立法情況
部份美國同盟國在2019年冬季後陸續仿效美國，推出法案以制裁香港違反人權的官員，當中一些國家以《全球馬格尼茨基人權問責法》的形式立法。

### 英国
《衛報》在2019年11月報道主管亞太事務的副國務大臣惠勒，在信函中指當局計劃提出人權法案，考慮制裁嚴重侵犯人權的人，是首次有英國官員明確警告會以法律途徑應對香港局勢。英國國會跨黨派關注香港小組幕僚懷特豪斯表示，香港特首林鄭月娥和香港警隊都是潛在制裁對象，他指有香港警員騎電單車衝向人群不是執法問題，而是企圖殺人和傷人，又指英國外交部有方法識別香港的高級警務人員。另外2019年11月5日，英国下议院外交事務專責委員會发表报告，建议英国政府向持有BNO护照的香港人赋予居英权。

### 加拿大
在美國國會通過《香港人權與民主法案》後，加拿大媒體在11月24日披露加拿大政府或仿效美國，推出相關法案對"侵犯人權"的香港官員實施制裁。又两名加拿大参议院议员Leo Housakos和Thanh Hai Ngo在12月10日发起动议要求制裁涉及香港示威相关的中国官员。

### 歐洲
歐盟在2019年12月9日正式啟動歐洲版《全球馬格尼茨基人權問責法》立法程序。
也呼籲成員國對《全球馬格尼茨基人權問責法》作出立法。截止2019年12月，歐盟、法國和瑞典都正在審議《全球馬格尼茨基人權問責法》的相關立法。

### 義大利
意大利國會在2019年12月3日通過決議，要求調查香港警隊濫用暴力及要求香港政府釋放被捕示威者，並對於阻止黃之鋒赴意大利給予合理解釋。

### 日本
日本在2019年11月28日發起聯署，要求日本國會對於日本版《香港人權與民主法案》立法展開討論。

### 
美國總統特朗普簽署《香港人權與民主法案》後，香港民主派到訪澳洲，會見跨黨派國會議員及智庫，討論涉及違反人權問題作出制裁機制的《全球馬格尼茨基人權問責法》於當地的立法情況。

## 其它事項

### 首批制裁名單
法案通過後，美國共和黨海外事務組織副主席俞懷松列出了首批將會被制裁的「香港六人幫」名單，當中包括林鄭月娥、李家超、盧偉聰、鄧炳強、鄭若驊和葉劉淑儀。除此以外，俞懷松再指出何君堯亦是一個將會被制裁的人選。

### 被制裁者具體生活影響
被制裁者將會被拒發簽證及入境美國，凍結在美國的資產，不能投資美國股票、債券及房地產，甚至香港銀行會因應美國要求，在沒有任何通知下取消被制裁者持有的Visa、美國運通及万事达信用卡，並有權要求被制裁者立即清還有關信用卡的所有結欠。
香港監察表示，非政府组织亦可以向美國政府舉報新的被制裁者。香港大專學界國際事務代表團（Hong Kong IAD）亦在2019年12月製作了一個制裁人選建議清單。

### 法案再度「加辣」
黃之鋒在法案的第一個版本通過後表示，將會爭取法案「加辣」，擴展制裁人員及程度的範圍。

### 佩洛西促白宮執行法案
2020年4月，香港警察大型搜捕15名民主派知名人士，美國國會兩黨的多名參、眾議員表態。其中美國眾議院議長佩洛西贊同麥戈文眾議員的提議，促白宮執行《香港人權與民主法案》。參議院多數黨領袖、共和黨人麥康奈爾也在推文中表示，“中國共產黨不應以疫情作掩飾，拘捕和平的民主派領䄂，又形容這是北京打壓香港自由和人權的可恥行徑。”共和黨多名參議員，包括加德納、斯科特和魯比奧，都關注事件，斯科特形容相關拘捕行動是不可接受，加德納和魯比奧分別呼籲，北京和香港政府應儘快釋放多名被捕人士，及撤銷對他們的檢控。 

### 法案成2020年香港立法會選舉民主派入閘議題
於2020年香港立法會選舉，香港人權與民主法成為部分選舉主任篩選泛民主派候選人的考慮條件，其中新界東選舉主任楊蕙心，就於劉穎匡報名參選後，發出信件追問，就提到支持美國通過《香港人權民主法案》，問劉是否有意繼續請求美國制裁香港，判定劉「借助外國力量對香港施加壓力」，如何符合「擁護《基本法》和保證效忠香港特區」的實質要求。

### 香港與美國關係及相關法案
- 香港與美國關係
- 美國－香港政策法
- 保護香港法
- 香港自治法

### 美國其他相關法案
- 全球馬格尼茨基人權問責法
- 維吾爾人權政策法案

### 香港人權、自治及政改
- 香港特別行政區基本法第二十二條
- 香港人權
- 香港民主運動
- 真普選
- 2007年及2008年香港政治制度改革
- 2012年香港政治制度改革
- 2016年及2017年香港政治制度改革

### 相關活動
- 2019年9月8日香港反對逃犯條例修訂草案遊行
- 白宮聯署

### 其它相關
- 特別指定國民和被封鎖人員
- 美國對香港制裁
- 香港的三權分立
- 港人避風港計畫

## 外部連結
- Hong Kong Human Rights and Democracy Act of 2019（页面存档备份，存于）
- 香港學界製作的制裁人選建議清單（页面存档备份，存于）